# (200221) 1999 TB229
(200221) 1999 TB229 es un asteroide perteneciente al cinturón de asteroides, descubierto el 4 de octubre de 1999 por el equipo del Spacewatch desde el Observatorio Nacional de Kitt Peak, Arizona, Estados Unidos.

## Designación y nombre
Designado provisionalmente como 1999 TB229.

## Características orbitales
1999 TB229 está situado a una distancia media del Sol de 2,756 ua, pudiendo alejarse hasta 3,046 ua y acercarse hasta 2,466 ua. Su excentricidad es 0,105 y la inclinación orbital 9,301 grados. Emplea 1671,82 días en completar una órbita alrededor del Sol.

## Características físicas
La magnitud absoluta de 1999 TB229 es 16,2.